# Jan Andrew
Janice „Jan” Andrew, po mężu Thornett (ur. 25 listopada 1943 w Lindfield) – australijska pływaczka. Dwukrotna medalistka olimpijska z Rzymu.
Zawody w 1960 były jej jedynymi igrzyskami olimpijskimi. Była trzecia na dystansie 100 metrów stylem motylkowym, srebrny medal zdobyła w sztafecie 4 × 100 metrów stylem zmiennym. Australijską sztafetę tworzyły również Dawn Fraser, Rosemary Lassig i Marilyn Wilson. 